# 이집트 신의 목록
- 다음은 이집트 신화에 나오는 신 이름입니다.

## 목록
- 네이트 (이집트 신화)
- 누
- 마트
- 무트
- 민 (이집트 신화)
- 세라피스
- 세티스
- 슈
- 아문
- 아톤
- 아툼
- 우라에우스
- 케프레
- 콘수
- 크눔
- 타와레트
- 프타
- 라
- 누트
- 게브
- 이아벳
- 아누비스
- 오시리스
- 오시스
- 세트
- 토트
- 암무트
- 세베크